# 鸠摩罗什

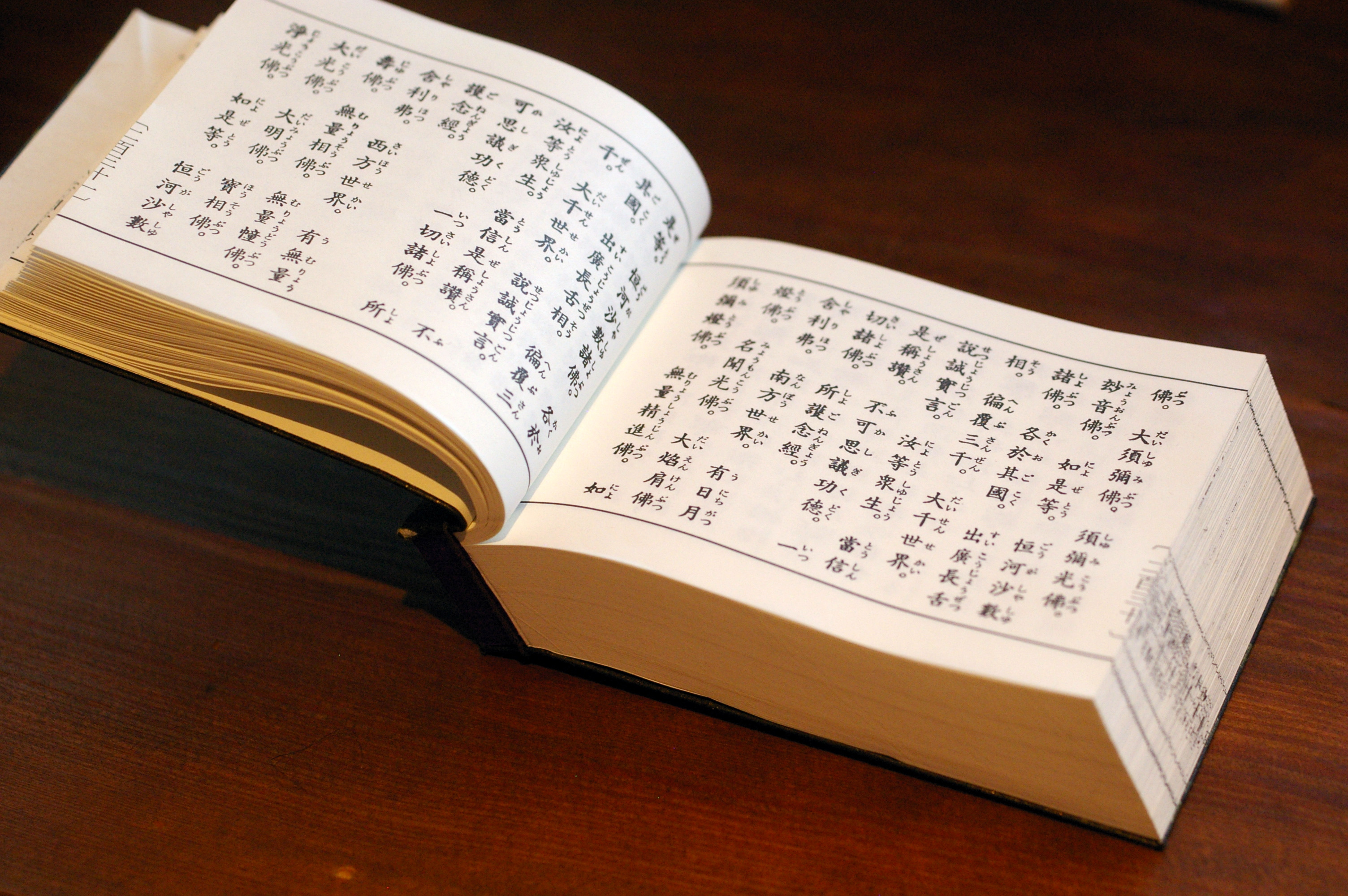
鳩摩羅什译版《阿彌陀經》

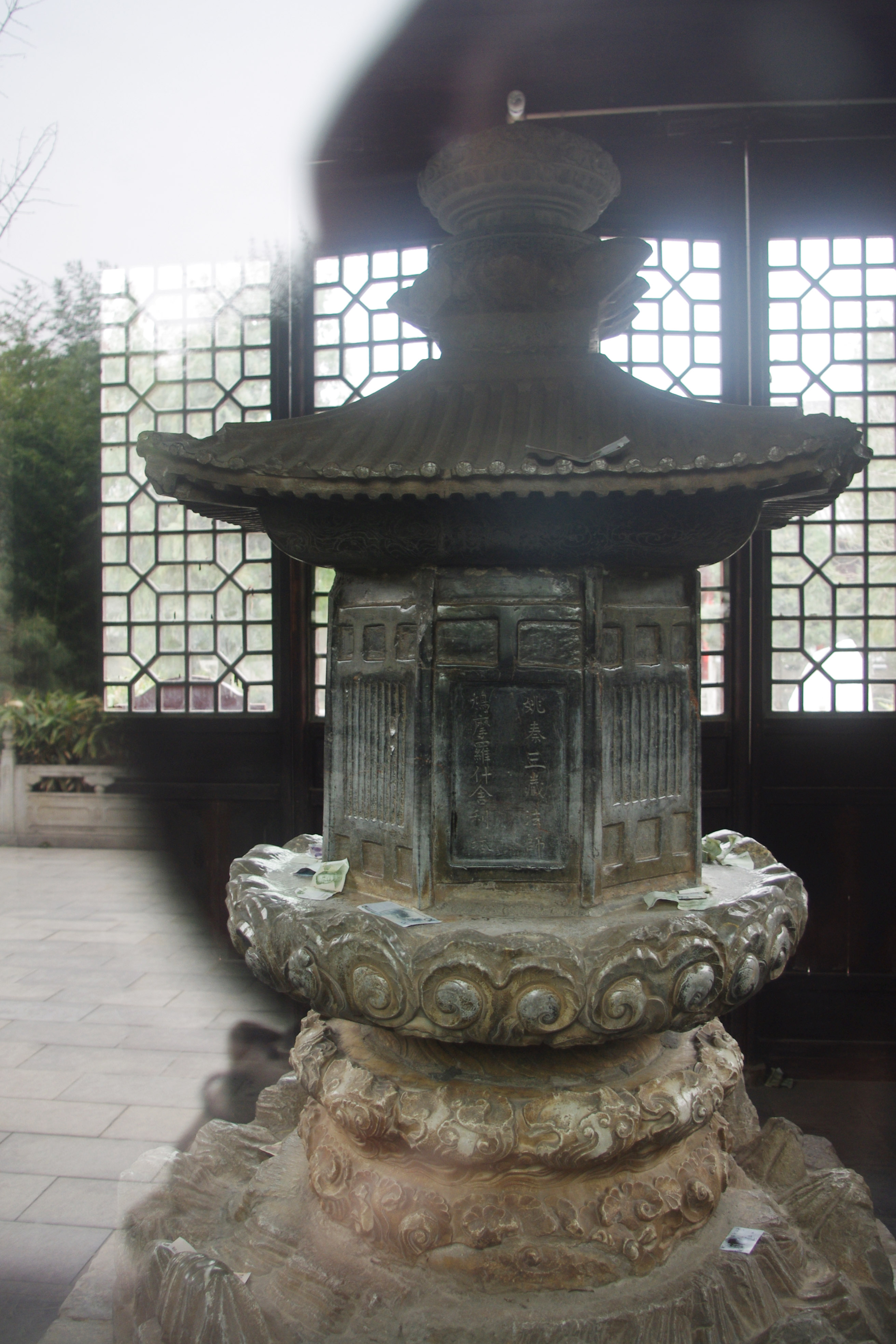
草堂寺鸠摩罗什舍利塔

鳩摩羅什（IAST：Kumārajīva，344年—413年5月28日），意译童壽，又音译鳩摩羅什婆（上古漢語擬音：Ku-māl-rāl-ɡjub-bāl）、鳩摩羅耆婆、鳩摩逻多、拘摩罗逻多、究摩罗罗陀等，略稱羅什。佛教僧人，活躍於東晉十六国時期，是漢傳佛教譯師，譯著有《金剛經》、《法華經》、《中論》、《大智度論》等等。与真谛、玄奘称为中国佛教三大翻译家。

## 生平
鳩摩羅什生於龜茲（今新疆维吾尔自治区阿克苏地区库车县一带）其父鸠摩罗炎來自天竺，乃國相之子，避位出家為僧。炎至龜茲，受王所逼，妻王妹耆婆。耆婆生下羅什弟弟弗沙提婆後出家，精勤學法得初果。
羅什七歲出家為沙彌，学习說一切有部阿毘曇，日誦經千偈。九歲時，與母一同前往天竺（今印度）北部的罽賓，向罽賓王之從弟、說一切有部名僧盤頭達多（Bandhudatta）請學經典，受雜藏、中、長二阿含，又至月氏，三年大成，偕母返國。十三歲，至疏勒，誦阿毘曇、增一阿含，登座講轉法輪經，及還龜茲，名蓋諸國。停疏勒留期間，從佛陀耶舍受學阿毘曇、十誦律。
於說法之暇，羅什遍學吠陀及五明，後須利耶蘇摩（Sūryasoma）為說阿耨達經（又名弘道廣顯三昧經），拜其為師转学大乘，受誦中論、百論及十二門論。363年（晋哀帝兴宁元年），二十歲时於龜茲王宮得比丘戒，從卑摩羅叉受律。後於居留龜茲期間得大品般若經，又廣誦大乘經論，洞其祕奧。後往罽賓，為其師槃頭達多具說一乘妙義，槃頭達多感悟心服，更禮什為師。建元十五年（379年），僧純、曇充從龜茲返回，在龜茲時獲知統領該國寺院、阿含學的佛圖舌彌（Buddhasvamin）有名為鳩摩羅的年少沙門，才大高明、大乘學。
苻堅聽聞西域有鳩摩羅什為大德智人，遣使相求而不得，遂於建元十八年（382年）派大將呂光領兵七萬伐龜茲。建元二十年（384年），呂光俘获羅什，因吕光的胁迫，被迫娶龜茲王女阿竭耶末帝，並賜醇酒，致雙戒俱捨。前秦滅亡，呂光称凉王，此後18年間，羅什被呂光、呂纂软禁在涼州，在這段期間學會了中土語言（秦言）。
後秦弘始三年（401年），姚興攻滅後涼，呂隆出降，是年十二月二十日羅什抵長安，以國師之禮待之，信徒數千人，公卿以下皆奉佛，鳩摩羅什育有二子，又在姚兴的逼迫之下娶了十名伎女，“诸僧多效之。什乃聚针盈钵，引诸僧谓之曰：「若能见效食此者，乃可畜室耳」。因举匕进针，与常食不别。诸僧愧服，乃止。”此後在俗10年，潜心钻研佛学，将梵文经卷译成漢文，译经之暇，还常在逍遥园澄玄堂及草堂寺讲说众经。在逍遥园开译场任译主，由僧肇、道生、道融等八百余僧人襄助翻译佛经。
其師卑摩羅叉於弘始八年（406年）至長安，在羅什過世後重校《十誦律》，佛陀耶舍亦在弘始年間抵達長安，助羅什出《十住經》。弘始十五年四月十三日（413年5月28日），鳩摩羅什在長安圓寂。入室弟子有僧肇、僧叡、道生、道融、慧觀等三千餘人 ，後世有關中四聖、什門十哲之稱。
除翻譯大量的作品外，廬山慧遠曾向羅什請學義理，是為《大乘大義章》，又稱《鳩摩羅什法師大義》。羅什著有《實相論》二卷已佚失，对《维摩经》《金刚经》等进行注释。又講解過維摩詰經，其解釋收錄在《注維摩詰經》中。他不仅传播了佛教大乘中观宗思想，成为后世三论宗的渊源，而且对成实师、天台宗的创立产生极大影响。

## 譯經事業
鳩摩羅什譯經兼顧文字原意和流暢，並非逐字直譯。其譯文精美，形成獨特的四字句行文風格被稱為「譯經體」。胡適在《佛教的翻譯文學》一文指出：「在當日過渡時期，羅什的譯法可算是最適宜的法子。」陳寅恪推崇鳩摩羅什，認為他的譯經藝術實優於玄奘，有三個特色：「一為刪去原文繁重，二為不拘原文體制，三為變易原文」。但羅什本人感嘆雖得大意，但丟失梵典美煥的文辭，不再優美，稱「改梵為秦，失其藻蔚，雖得大意，殊隔文體，有似嚼飯與人，非徒失味，乃令嘔噦也。」。
羅什对东亚佛教经典贡献巨大，於西明閣和逍遙園開始譯經，其譯作涵蓋佛教的經、律、論三藏以及禪經，且新譯許多大乘经典，使之更為準確，介紹了說一切有部的律藏，在義學方面引介成實論及龍樹、提婆的中觀學派著作，又傳下以說一切有部禪要為基礎的大乘禪法。在譯經史上，玄奘等人的譯經稱為新譯，鳩摩羅什者稱為舊譯，比羅什更早的則為古譯。
鳩摩羅什創造融合外語和華語的新文體，所譯經論為中國佛教徒所樂誦，贊寧稱讚鳩摩羅什翻譯《法華經》「有天然西域之語趣」，《金剛經》雖有眾多譯本，以羅什的譯本流傳最廣，其譯經文體也對後來的佛教文學有重大影響。

### 譯作
南朝梁代僧祐於《出三藏記集》所記，羅什一生譯經三十二部，加上二部闕失和一部非主譯實際收錄三十五部，至唐朝智昇《開元釋教錄》，依隋朝費長房《歷代三寶紀》等記載，增加至七十四部三百八十四卷，智昇見到了其中的五十二部三百〇二卷。
〔經藏〕
- 大品般若經（另有玄奘等譯本）
- 小品般若經（另有玄奘等譯本）
- 法華經（另有竺法護等譯本）
- 華首經，又名華手經、攝諸善根經
- 維摩詰經（另有支謙等譯本）
- 首楞嚴三昧經
- 十住經（是華嚴經十地品，另有竺法護等譯本）
- 思益義經（另有竺法護、菩提留支譯本）
- 持世經（持人菩薩經之同本異譯）
- 自在王菩薩經（奮迅王問經之同本異譯）
- 佛藏經，又名選擇諸法經
- 菩薩藏經，又名富樓那問經、大悲心經（是大寶積經富樓那會）
- 小無量壽經，又名阿彌陀經（另有玄奘譯本）
- 彌勒下生經（另有義淨等譯本）
- 彌勒成佛經（下生經之增廣）
- 金剛般若波羅蜜經（另有玄奘、義淨等譯本）
- 諸法無行經（諸法本無經、隨轉宣說諸法經之同本異譯）
- 文殊師利問菩提經（伽耶山頂經、象頭精舍經、大乘伽耶山頂經之同本異譯）
- 稱揚諸佛功德經，又名集華經，佚失（僅存曇摩跋檀與慧海共譯本）
- 賢劫經，佚失（僅存竺法護譯本）

〔論藏〕
- 大智度論（大品般若經的註釋書）
- 十住毘婆沙（釋華嚴經十地義）
- 成實論
- 中論（另有般若流支等譯本）
- 十二門論
- 百論

〔律藏〕
- 十誦律
- 十誦比丘戒本

〔禪要〕
- 菩薩呵色
- 禪法要解，又名禪要經
- 禪經，又名菩薩禪法經、坐禪三昧經
- 禪法要，是坐禪三昧經的更訂[21][22]
- 十二因緣觀，佚失（有人認為已附於坐禪三昧經末[21]）

〔其他〕
- 佛垂般泥洹略說教戒經，又名遺教經，出馬鳴《佛所行讚》〈大般涅槃品〉
- 雜譬喻經（異出本：眾經撰雜譬喻），比丘道略集

## 參閱
- 佛經翻譯
- 鸠摩罗什舍利塔

## 延伸阅读
[在维基数据编辑]
 在维基文库阅读此作者作品（ 在维基共享资源阅览影像）
 《晉書·卷095》，出自房玄齡《晉書》

## 外部連結
- 陸揚：〈解讀《鳩摩羅什傳》〉（页面存档备份，存于）（2006）
- 佛教漫畫屋--鳩摩羅什（页面存档备份，存于）
- 鳩摩羅什大乘大義章